# Tharra perbrevis
Tharra perbrevis är en insektsart som beskrevs av Nielson 1975. Tharra perbrevis ingår i släktet Tharra och familjen dvärgstritar. Inga underarter finns listade i Catalogue of Life.